# こんにちは結婚
『こんにちは結婚』（こんにちはけっこん）は、1967年10月4日から1968年3月27日まで日本テレビ系列が編成していた日本テレビ製作のテレビドラマ放送枠である。編成時間は毎週水曜 21:00 - 21:30 （日本標準時）。

## 放送作品一覧

### 1967年
- 約束の日（10月4日）
- ウェディングドレス（10月11日）
- 寿限無（10月18日）
- 16歳の花嫁（10月25日）
- 金太郎の嫁さがし（11月1日）
- それでも二人は（11月8日）
- 恋しや花子（11月15日）
- ゲンコツとデート（11月22日）
- 花嫁は四人（11月29日）
- 隣りの椅子（12月6日）
- 二番目の女（12月13日）
- あなた、倖せ？（12月20日）
- 人参と琴、そして恋（12月27日）

### 1968年
- お父さんの恋人（1月3日）
- 吉日（1月10日）
- 歯ブラシさん（1月17日）
- 玉ねぎとオルガン（1月24日）
- あゝ花の特命社員（1月31日）
- ハイ・ミス（2月7日）
- 冬の夜に階段をのぼって（2月14日）
- つかまった刑事さん（2月21日）
- ノーサインでゴールイン（2月28日）
- 結婚式場を見張れ!（3月6日）
- 花婿はふたり（3月13日）
- 朝日のあたる部屋（3月20日）
- その日、その夜（3月27日）